# Acuff-Rose Music
Acuff-Rose Music est une maison de disques créée en 1942 par Roy Acuff et Fred Rose à Nashville dans le Tennessee. L'honnêteté de l'entreprise envers ses artistes la différencie de ses concurrents et permet son succès durant les années 1950, 1960 et 1970. Elle est rachetée en 1985 par Gaylord Broadcasting (en).